# Systoechus auricomatus
Systoechus auricomatus är en tvåvingeart som beskrevs av Wray Merrill Bowden 1959. Systoechus auricomatus ingår i släktet Systoechus och familjen svävflugor. Inga underarter finns listade i Catalogue of Life.